# 奧馬爾·維辛廷
奧馬爾·維辛廷（義大利語：Omar Visintin，1989年10月22日—），義大利單板滑雪運動員，他代表義大利隊參加了中國舉行的2022年冬季奧林匹克運動會，並且在男子障礙追逐比賽上獲得銅牌。